# Яшлек (станція метро)
Яшлек (тат. Яшьлек, тат. Yäşlek, у перекладі — юність, молодість) — станція центральної лінії казанського метрополітену. Відкриття відбулося 9 травня 2013.

## Розташування і вестибюлі
Знаходиться між станціями «Козина слобода» і «Північний вокзал» на перетині вулиць Декабристів , Шаміля Усманова і Волгоградської.
Обслуговує довколишні житлові масиви і Московський ринок. Станція має 2 підземних вестибюля, з північного є вихід до Московського ринку і вулиці Волгоградської, з південного до вулиці Тверської і Палацу Хіміків (пересадка на Казанський швидкісний трамвай). 
Зі станції планується пересадка на станцію «Волгоградська» Савиновської лінії.
Має 2 підземних вестибюлі, з'єднані з платформою безескалаторними сходами. Крок колон у вестибюлі — 4,5 м. У спусках вестибюлів є пандус і встановлений платформовий підйомно-транспортний механізм для маломобільних пасажирів.
З північного вестибюля через підвуличний перехід є 2 виходи на розі вулиць Декабристів, Волгоградська і Шаміля Усманова. Вестибюль передбачений як загальний з майбутньою станцією «Волгоградська» Савиновської лінії.
З південного вестибюля через підвуличний перехід є 2 виходи в напрямку до рогу вулиць Декабристів і Тверська.
Від станції курсують безкоштовні автобуси до торгових комплексів «МЕГА» і «Ягідна слобода».

## Технічна характеристика
Яшлек — односклепінна станція мілкого закладення. Платформа — острівна, пряма.
Конструкції станції виконані з монолітного залізобетону.

## Колійний розвиток
Станція з колійним розвитком — 2 стрілочні переводи і пошерсний з'їзд.
За станцією передбачено задєл під камеру з'їздів для майбутньої СЗГ з Савиновською лінією.

## Оздоблення
Станція декорована на східний манер. Колійні стіни оздоблені темно-коричневим мармуром, підлога викладена кремовим гранітом, що симетрично усіяний дрібними квадратами більш темного кольору. Лавки на станції прості, гранітні. На побіленому склепінні розташовано один ряд світильників, що нагадують діаманти, в металевому обрамленні. Освітлення стельове і закарнізне жовте, приглушене. Назви станції на колійних стінах підсвічені світло-синім кольором.

## Ресурси Інтернету
- Станція «Яшьлек» на сайті Світ метро [Архівовано 10 листопада 2012 у Wayback Machine.](рос.)